# Jean-Jacques Bastian
Pour les articles homonymes, voir Bastian.
Jean-Jacques Bastian, né le 10 juillet 1924 à Nancy et mort le 4 novembre 2018 à Montpellier, est un résistant français en Alsace pendant la Seconde Guerre mondiale. À 16 ans, il adhère à l'organisation clandestine La Main noire, un groupe composé de jeunes adolescents.

## Biographie
Jean-Jacques Bastian est le fils d'un ferblantier de Nancy. Il a une sœur. Au décès de son père, sa famille s'installe à Strasbourg, où il fait ses études primaires et secondaires. Il est scout protestant,.
Au début de la Seconde Guerre mondiale, en septembre 1939, sa famille vit l'évacuation de la population alsacienne. En septembre 1940, elle revient à Strasbourg après l'armistice du 22 juin 1940 et l'annexion de fait de l'Alsace,.

### Au sein de la Main noire
Dès son retour en Alsace, il en refuse la nazification et s'engage dans la Résistance sous le pseudonyme de « Franzmann ». Il est en contact avec André Mathis, Albert Uhlrich et Marcel Weinum, le fondateur de l'organisation clandestine La Main noire. Jean-Jacques Bastian participe à la création du groupe et c'est lui qui en trouve le nom,.
En janvier 1941, il est géomètre-cartographe stagiaire au service du remembrement du cadastre à Strasbourg.
En même temps, pour la Main Noire, il fait des reconnaissances afin de préparer des coups de main et des opérations de sabotage contre les édifices et les drapeaux nazis, les voies de communications, les véhicules de la Wehrmacht, les lignes téléphoniques.... Il participe à la diffusion de la propagande française et fait du renseignement. Avec Aimé Martin, il est l'armurier et l'artificier de l'organisation,.
Le 20 mai 1941, Marcel Weinum et son second, Ceslav Sieradski, sont arrêtés. Au cours de juillet, les Allemands démantèlent l'organisation. Jean-Jacques Bastian est arrêté le 18 juillet 1941 par la Gestapo,.
Le 12 août 1941, il est transféré à la prison Sainte-Marguerite de Strasbourg, puis le 10 octobre 1941 au camp de sûreté de Vorbruck-Schirmeck. Il revient le 17 mars 1942 à Strasbourg pour être jugé avec ses camarades par le Sondergericht du 27 au 31 mars 1942. Les Allemands prennent en compte le fait qu'il n'est pas né en Alsace. Ils le condamnent à six mois de prison, en partie réalisés en détention préventive. Il est libéré le 30 avril 1942,.
Il est immédiatement incorporé au service du travail obligatoire, le Reichsarbeitsdienst (RAD). Il en est libéré le 24 septembre 1942.

### Malgré-nous
À partir du 25 août 1942, les jeunes Alsaciens sont incorporés de force dans la Wehrmacht, devenant ainsi des malgré-nous. Le 20 octobre 1942, Jean-Jacques Bastian est incorporé au 53e régiment d'artillerie lourde motorisée à Ansbach. Il ne peut y échapper, sa mère et sa sœur servent d'otages au titre des lois de la Sippenhaft,.
Jean-Jacques Bastian évite de prêter serment au Führer Adolf Hitler, en se faisant hospitaliser. Il réutilise cette ruse pour éviter de rejoindre, le plus tard possible, son régiment. Il rejoint le front dans les Pays Baltes en août 1944 où il est calculateur d'artillerie. Il s'évertue à saboter les données de tirs. Du fait de son « incompétence », il est affecté comme servant dans une batterie de mortiers de 150 mm.
En février 1945, son régiment est en Pologne. Avec trois autres alsaciens, il prépare son évasion vers l'Ouest. Mais le 13 février 1945, à l'encontre des règles d'emploi des explosifs, un sous-officier, qui les soupçonne à juste titre de résistance mais ne peut le prouver, place volontairement des charges d'artillerie à sécher sur le poêle de la pièce où dorment les malgré-nous. Comme prévu, la poudre s'enflamme, tuant les camarades de Jean-Jacques Bastian, qui réussit à se sauver par la fenêtre.
Brûlé au troisième degré aux mains et à la face, il perd l'œil gauche. Il est évacué à l'hôpital de Wintzen où il est libéré par les Britanniques et rapatrié sur l'hôpital Bichat. Pendant deux ans, il y subit plusieurs opérations et greffes.

## Distinctions
Il est reconnu « déporté résistant »,.
- Chevalier de la Légion d'honneur remise par Robert Grossmann le 2 mai 2009[5].
- Médaille de la déportation pour faits de Résistance de par son statut de « déporté résistant »[4].